# Зауи, Франсуа
Франсуа Зауи (фр. François Zahoui; родился 21 августа 1962, Трешвиль, Кот-д’Ивуар) — ивуарийский футболист и футбольный тренер. В настоящее время является главным тренером гвинейского клуба «Калум Стар».

## Игровая карьера
Начинал играть в футбол на родине в клубе «Стелла д’Аджаме». В 1981 году уехал в Европу, где в течение долгих лет выступал за итальянский «Асколи», а также французские «Нанси» и «Тулон». Вызывался в расположение сборной Кот-д’Ивуара, вместе с которой Зауи участвовал на двух Кубках африканских наций 1986 и 1988. На первом из них хавбек вместе со своими партнерами стал бронзовым призером.

## Карьера тренера
Тренерской работой Зауи занялся во Франции. Вернувшись на родину, специалист возглавлял молодежную сборную страны и клуб «Абиджан Спорт». Затем он являлся техническим директором любительского футбола во Франции. В августе 2010 года тренер сменил шведа Свена-Ёрана Эрикссона на посту наставника сборной Кот-д’Ивуара. В 2012 году Зауи вывел ивуарийцев в финал Кубка африканских наций, в котором они в затяжной серии пенальти уступили сборной Замбии (0:0, 7:8). После турнира тренер был отправлен в отставку, а на его место пришел француз Сабри Лямуши. В мае 2015 года специалист возглавил сборную Нигера. На этой должности он пробыл четыре года. В сентябре 2019 года Франсуа Зауи стал наставником сборной ЦАР. В 2020 году параллельно возглавил гвинейский клуб «Калум Стар», и пригласил в команду 32-летнего буркинийского нападающего «Виты» Ахмеда Туре.

## Достижения

### Футболиста
- Бронзовый призер Кубка африканских наций (1): 1986.
- Чемпион Кот-д’Ивуара (1): 1981.

### Тренера
- Серебряный призер Кубка африканских наций (1): 2012.